# Olympiades (stanice metra v Paříži)
Olympiades je stanice linky 14, která se nachází ve 13. obvodu v Paříži v ulici de Tolbiac. Stanice slouží hustě obydlené oblasti na jihu Paříže a pro univerzitní centrum Tolbiac přidružené k univerzitě Paris 1 Panthéon-Sorbonne.

## Historie
Stanice byla otevřena až 26. června 2007 při prodloužení linky 14, která oproti původním plánům končila již ve stanici Bibliothèque François Mitterrand. Se stanicí Olympiades počítal původní projekt jako součást spojení mezi Saint-Lazare a Maison Blanche. Z finančních důvodů však byla linka 14 zpřístupněna veřejnosti v roce 1998 nejprve mezi stanicemi Madeleine a Bibliothèque François Mitterrand a další prodloužení se konalo až v roce 2007. Až do roku 2024, kdy bylo otevřeno prodloužení do stanice Aéroport d'Orly, se jednalo o jižní konečnou stanici linky.

## Název
V původním projektu z roku 1989 se stanice jmenovala Tolbiac - Nationale podle ulic, které se zde kříží. Stanice má svůj současný název odvozen od komplexu budov Les Olympiades nacházející se v srdci 13. obvodu východně od stanice Tolbiac linky 7. Zvolené jméno Olympiáda ovšem způsobilo napětí mezi RATP, pařížskou radnicí a francouzským Národním olympijským výborem ohledně použití ochranné známky. V červenci 2006 došlo ke kompromisu o užití jména pro tuto stanici.

## Architektura
Výstavba stanice byla svěřena architektonickému studiu ar.thème associés, které se drželo zásad, které pro celou linku 14 vypracoval architekt Bernard Kohn v roce 1991. Stanice je tedy v souladu s ostatními stanicemi na trati, nicméně má svou vlastní originalitu, kterou je oranžové osvětlení zdi na nástupišti ve směru na Bibliothèque François Mitterrand.
Přístup na nástupiště má tři úrovně. První pro nákup jízdenek, druhý jako mezipatro s výhledem na koleje a třetí úroveň jsou nástupiště po stranách kolejiště. Úrovně jsou propojeny schodišti, eskalátory a výtahy.